# Dinastia Zaguè
La dinastia Zaguè ha regnato in Etiopia da circa il 1137 al 1270, quando Yekuno Amlak sconfisse e uccise l'ultimo re Zaguè in battaglia. Il nome della dinastia si pensa che provenga dalla frase della lingua Ge'ez Ze-Agaw, che significa "di Agau" e fa riferimento alle genti Agau. Il suo re più noto fu Ghebrè Mascal Lalibelà, secondo le chiese rupestri di Lalibela.
David Buxton ha dichiarato che l'area sotto il dominio diretto dei re Zaguè «probabilmente abbracciava gli altipiani della moderna Eritrea e di tutta la provincia Tigrai, che si estendeva verso sud a Uàg, Lasta e la (provincia di Uollo) e verso ovest, verso il Lago Tana (Beghemeder)». A differenza della pratica dei governanti più tardi di Etiopia, Taddesse Tamrat sostiene che sotto la dinastia Zaguè l'ordine di successione fu quello di succedere da fratello a fratello come re, basato sulle leggi Agau dell'eredità.

## Storia
Nel 960 circa, la regina Gudit distrusse i resti del Regno di Axum, provocando un cambiamento nel suo centro di potere temporale. Per 40 anni vi governò e alla fine trasmise il potere ai suoi discendenti. Secondo alcuni racconti etiopi tradizionali, l'ultimo re della sua dinastia fu rovesciato da Mara Teclè Haimanòt nel 1137. Questi sposò una figlia dell'ultimo re di Axum, Dil Na'od, mettendo il controllo dell'Etiopia in mani agau.
Il periodo di Zaguè è ancora avvolto nel mistero e anche il numero dei re di questa dinastia è contestato. Alcune fonti (come la Cronaca di Parigi, e i manoscritti di Bruce 88, 91 e 93) danno i nomi di undici re che avrebbero governato per 354 anni, altre (tra cui il libro di Pedro Páez e di Manuel de Almeida) elencano soltanto cinque re che avrebbero regnato per 143 anni. Paul B. Henze riferisce l'esistenza di almeno una lista che contiene 16 nomi.
Secondo Carlo Conti Rossini, il periodo più breve di regno di questa dinastia è stata quella più probabile. Egli sostiene che una lettera ricevuta dal patriarca copto di Alessandria Giovanni V, poco prima del 1150 da un monarca etiope senza nome, in cui chiese al patriarca per un nuovo Abuna perché l'allora titolare della carica era troppo vecchio, è stata mandata da Mara Takla Haymanot, che volevano l'Abuna sostituito perché non voleva approvare la nuova dinastia.
Il mistero della dinastia Zaguè è forse più oscuro attorno alla sua sostituzione con la rinata Dinastia Salomonide sotto Yekuno Amlak. Il nome dell'ultimo re Zaguè è perduto; alcune antiche cronache indicano il suo nome come Za-Ilmaknun, che è chiaramente uno pseudonimo (Taddesse Tamrat lo traduce come "lo sconosciuto, quello nascosto"), impiegato poco dopo il suo regno da parte dei vittoriosi governanti salomonici in un atto di damnatio memoriae. Taddesse Tamrat ritiene che quest'ultimo sovrano fosse in realtà Yetbarak. La fine della dinastia Zaguè avvenne quando Yekuno Amlak, che si proclamò discendente ed erede legittimo di Dil Na'od e di agire sotto la guida di san Tekle Haymanot o san Iyasus Mo'a, perseguitò l'ultimo re Zaguè e lo uccise presso la chiesa di San Qirqos a Gaynt, sul lato nord del fiume Bashiloe.